# (127871) 2003 FC128
(127871) 2003 FC128, também escrito como (127871) 2003 FC128, é um objeto transnetuniano que está localizado no cinturão de Kuiper, uma região do Sistema Solar. Este corpo celeste está em uma ressonância orbital de 4:5 com o planeta Netuno. Ele possui uma magnitude absoluta de 7,0 e tem um diâmetro com cerca de 175 km.

## Descoberta
(127871) 2003 FC128 foi descoberto no dia 31 de março de 2003 pelo astrônomo Marc W. Buie.

## Órbita
A órbita de (127871) 2003 FC128 tem uma excentricidade de 0,088, possui um semieixo maior de 34,855 UA e um período orbital de cerca de 206 anos. O seu periélio leva o mesmo a uma distância de 32,085 UA em relação ao Sol e seu afélio a 38,268 UA.